# Ariarates I
Ariarates I (405 a. C.-322 a. C.), rey de Capadocia, hijo del sátrapa de Capadocia Ariamnes. Se distinguía por el amor que tenía a su hermano Orofernes I, a quien envió a ayudar al rey Artajerjes III en su campaña para recuperar Egipto, en 350 a. C.
Durante la invasión macedónica del imperio persa, Ariarates luchó junto a Darío III en la Batalla de Gaugamela en el 331 a. C., tomando luego Capadocia y defendiéndola frente a las embestidas de Antígono I Monoftalmos en el 330 a. C., lo que le valió ganarse cierta independencia. Tras la muerte de Alejandro Magno, Pérdicas, uno de los diádocos, nombró a Eumenes gobernador de Capadocia. Ariarates se resistió a este nombramiento, Pérdicas le combatió y derrotó, siendo Ariarates hecho prisionero y crucificado a los 82 años de edad, en 322 a. C.
No sería hasta pasada la Batalla de Ipso en el 301 a. C. cuando el hijo natural de Orofernes e hijo adoptivo de Ariarates, Ariarates II, pudo restablecer cierta autonomía en Capadocia siendo reconocido como gobernante semiindependiente, fundando una dinastía.
| Predecesor: Ariamnes              | Sátrapa de Capadocia 350 - 330 a. C.   | Sucesor: Él mismo como monarca                                        |
| Predecesor: Él mismo como sátrapa | Rey de Capadocia 330 a. C. - 322 a. C. | Sucesor: Reino rebajado a satrapía macedónicaAriarates II (301 a. C.) |